# Berville-en-Roumois
Berville-en-Roumois település Franciaországban, Eure megyében. Lakosainak száma 854 fő (2018. január 1.). Berville-en-Roumois Bosc-Bénard-Commin, Flancourt-Crescy-en-Roumois, Bosguérard-de-Marcouville és Grand-Bourgtheroulde községekkel határos.

## Népesség
A település népességének változása:
| Lakosok száma | 836  | 835  | 1591 | 828  | 854  |
|               | 2013 | 2015 | 2016 | 2017 | 2018 |